# Fremde Stadt
Pour plus de détails, voir Fiche technique et Distribution.
Fremde Stadt (en français Ville inconnue) est un film allemand réalisé par Rudolf Thome, sorti en 1972.

## Synopsis
L'employé de banque Franz Lerchenfeld a détourné deux millions de marks d'une banque de Düsseldorf. Afin de dissimuler le crime, il se rend d'abord en Afrique et revient en Allemagne sous le nom de Philipp Kramer. À Munich, il prend une chambre d'hôtel où il cache la valise avec l'argent. Sa compagne Sybille, qui travaille comme psychothérapeute et a un fils avec Franz, Michael, vit également dans cette ville. Elle exige une part des biens volés.
Comme Franz paie avec quelques billets de banque marqués, cela attire les complices de Düsseldorf, qui à leur tour exigent une part du butin de Franz. Ils font chanter Franz et Sybille en menaçant de kidnapper Michael.
À la fin, le butin est partagé entre toutes les personnes impliquées. Franz part alors en voyage à la campagne avec sa famille.

## Fiche technique
- Titre original : Fremde Stadt
- Réalisation : Rudolf Thome assisté de Werner Penzel
- Scénario : Max Zihlmann (de)
- Musique : John Andrews, Richard Palmer-James
- Photographie : Martin Schäfer (de)
- Son : Willi Schwadorf
- Montage : Heidi Genée (de), Ursula Götz
- Production : Rudolf Thome
- Société de production : Rudolf Thome Filmproduktion
- Société de distribution : Karina Filmverleih
- Pays d'origine :  Allemagne de l'Ouest
- Langue : Allemand
- Format : Noir et blanc - 1,35:1 - mono - 35 mm
- Genre : Thriller
- Durée : 106 minutes
- Dates de sortie :
  -  Allemagne de l'Ouest : 9 juin 1972.

## Distribution
- Roger Fritz : Franz Lerchenfeld/Philipp Kramer
- Karin Thome : Sybille Lerchenfeld
- Raffael Jovine : Michael
- Peter Moland : Fischer
- Christian Friedel : Schrott
- Werner Umberg : Ossi Renz
- Eva Kinsky (de) : Millie
- Georg Marischka : Trimborn
- Eva Pampuch : la femme de ménage
- Dorle Fischer : le réceptionniste
- Rudolf Nahodil : le gérant du bar
- Martin Sperr : Schmalohr
- Sonja Lindorf : Franziska
- Hans Noever : l'ami de Franziska